# Ctenogobiops tongaensis
Ctenogobiops tongaensis är en fiskart som beskrevs av Randall, Shao och Chen 2003. Ctenogobiops tongaensis ingår i släktet Ctenogobiops och familjen smörbultsfiskar. Inga underarter finns listade i Catalogue of Life.